# 洛潘河

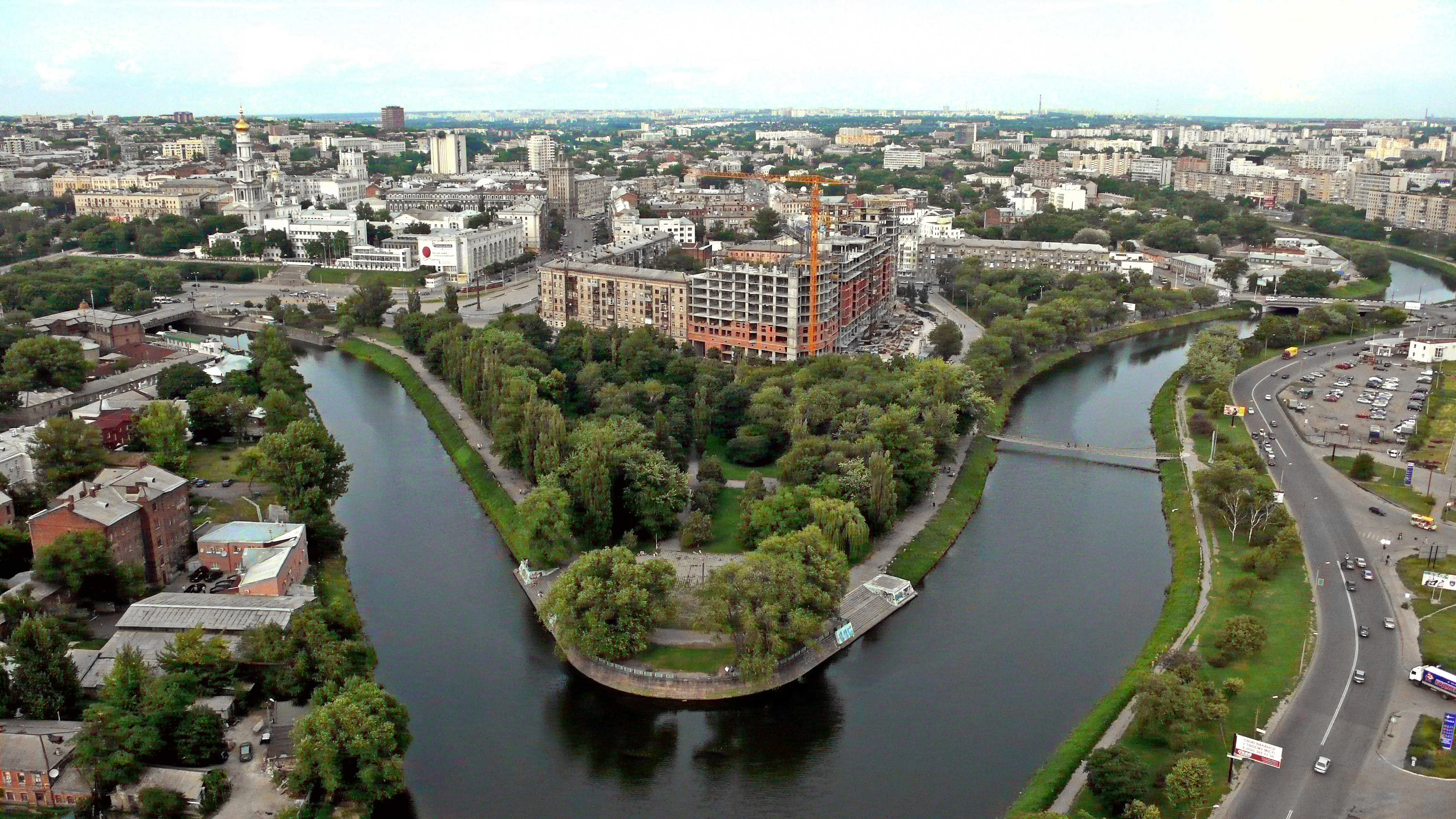
洛潘河與哈爾科夫河匯合

洛潘河（俄语：река Лопань）是俄羅斯和烏克蘭的河流，發源自俄羅斯別爾哥羅德州，流經兩國接壤邊境進入烏克蘭哈爾科夫州，最終在哈爾科夫與烏德河匯合，河道全長93公里，流域面積2,000平方公里，支流有哈爾科夫河。